# Patrik Andersson (dirigent)

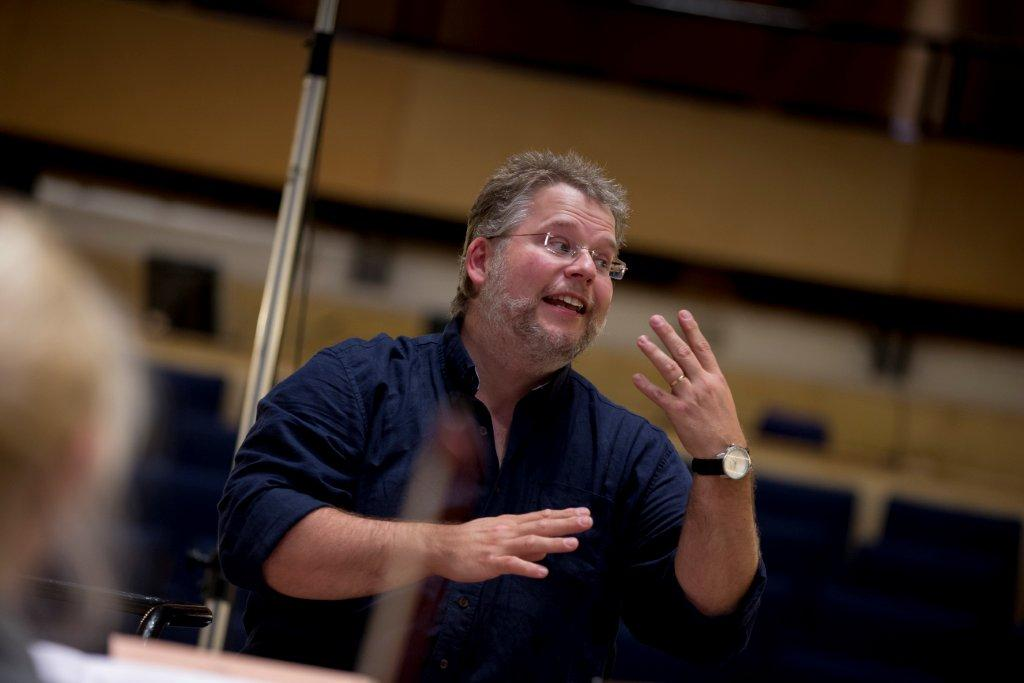
Patrik Andersson

Patrik Andersson, född 8 augusti 1970, är en svensk dirigent, universitetslektor och författare. 
Patrik Andersson studerade bland annat musikvetenskap vid Lunds universitet samt sångpedagogik och komposition vid Musikhögskolan i Malmö. Han studerade orkesterdirigering vid Det Kongelige Danske Musikkonservatorium 1997–2000 under Michel Tabachnik.
Han har varit dirigent för Malmö symfoniorkesters kör under åren 1998–2006 samt lärare i orkesterdirigering och ensembleledning vid Musikhögskolan i Malmö 2000–2017. Han tillträdde som Director musices och chef för musikinstitutionen Odeum inom Lunds universitet 2006, där han också är universitetslektor i orkesterdirigering.  